# Генічеський краєзнавчий музей
Генічеський районний краєзнавчий музей — це перший та єдиний музей у північно-східній частині Херсонської області, розташований у місті Генічеську.

## Історія закладу
- 1959 рік — відкрито Генічеський відділ Херсонського обласного краєзнавчого музею.
- 2000 рік — Генічеський краєзнавчий музей передано в територіальне майно району, отримано статус самостійної установи Міністерства культури України[3].
- 2006 рік — музей підпорядковано відділу культури і туризму Генічеської райдержадміністрації.

## Експозиція та діяльність
Краєзнавчий музей має 8 експозиційних залів: «Природа краю», «Дружба», «Найдавніша історія краю», «Етнографія», «Воїнська слава», «Риболовецький промисел», меморіальний зал художника Миколи Писанка, виставковий та читацький зали з фондом наукової і довідкової літератури.
У залі «Природа краю» можна побачити дві діорами під назвою «Азовське море» і «Острів Бірючий» (автори-художники Володимир Соколов та Микола Божков).
За роки роботи у фондах музею зібрані цікаві, часом рідкісні та унікальні експонати:
- стела сарматського періоду
- кістки південного слона (мамонта)
- бушприт (носова прикраса) середньовічного судна («голова тура»)
- античні амфори
- картини народного художника Купріянова Н. В.
- вази, чеканка, інтарсія
- колекція старовинних монет
- тульські самовари
- подарунки друзів музею з Грузії, Болгарії, Польщі, Чехії
- архівні документи періоду окупації краю фашистами в 1941—1943 рр.
- предмети побуту, одяг, посуд XVIII—XIX ст.

Музей зберігає інформацію, відомості про історію, природні умови, економічний розвиток, культурні досягнення району. Тут влаштовуються виставки місцевих художників і фотохудожників, майстрів декоративно-прикладного мистецтва, дитячої творчості, відбуваються зустрічі з поетами, краєзнавцями, проходять презентації нових книг місцевих авторів. Краєзнавчий музей співпрацює з істориками, дослідниками, краєзнавцями України та Херсонської області.

## Склад фонду
Обсяг фондів:
- 5872 од. зб. документів з паперовими носіями (1903—2006)
- 4491 од. зб. фотодокументів (1900—2006)

## Галерея

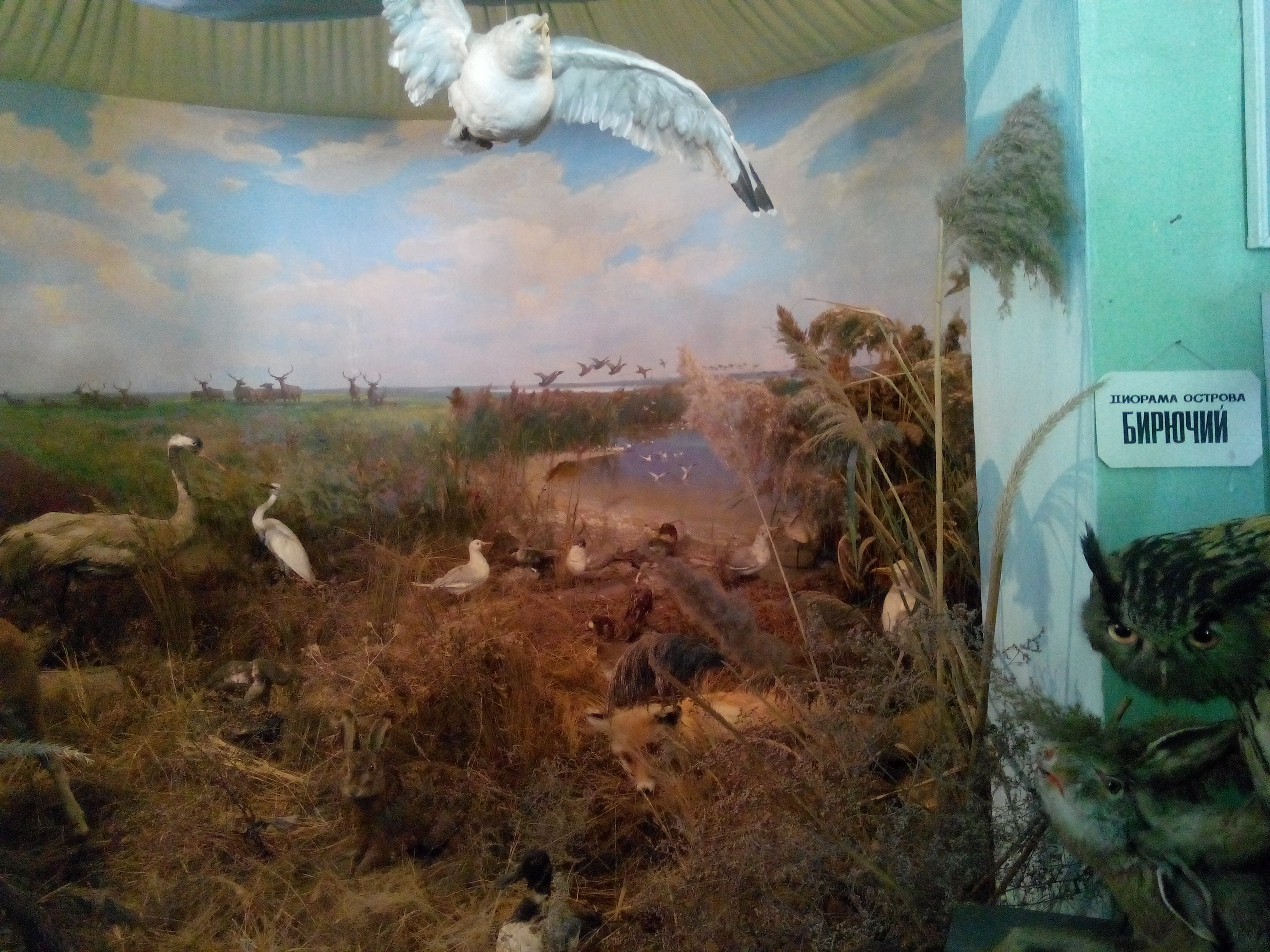
Діорама «Острів Бірючий»
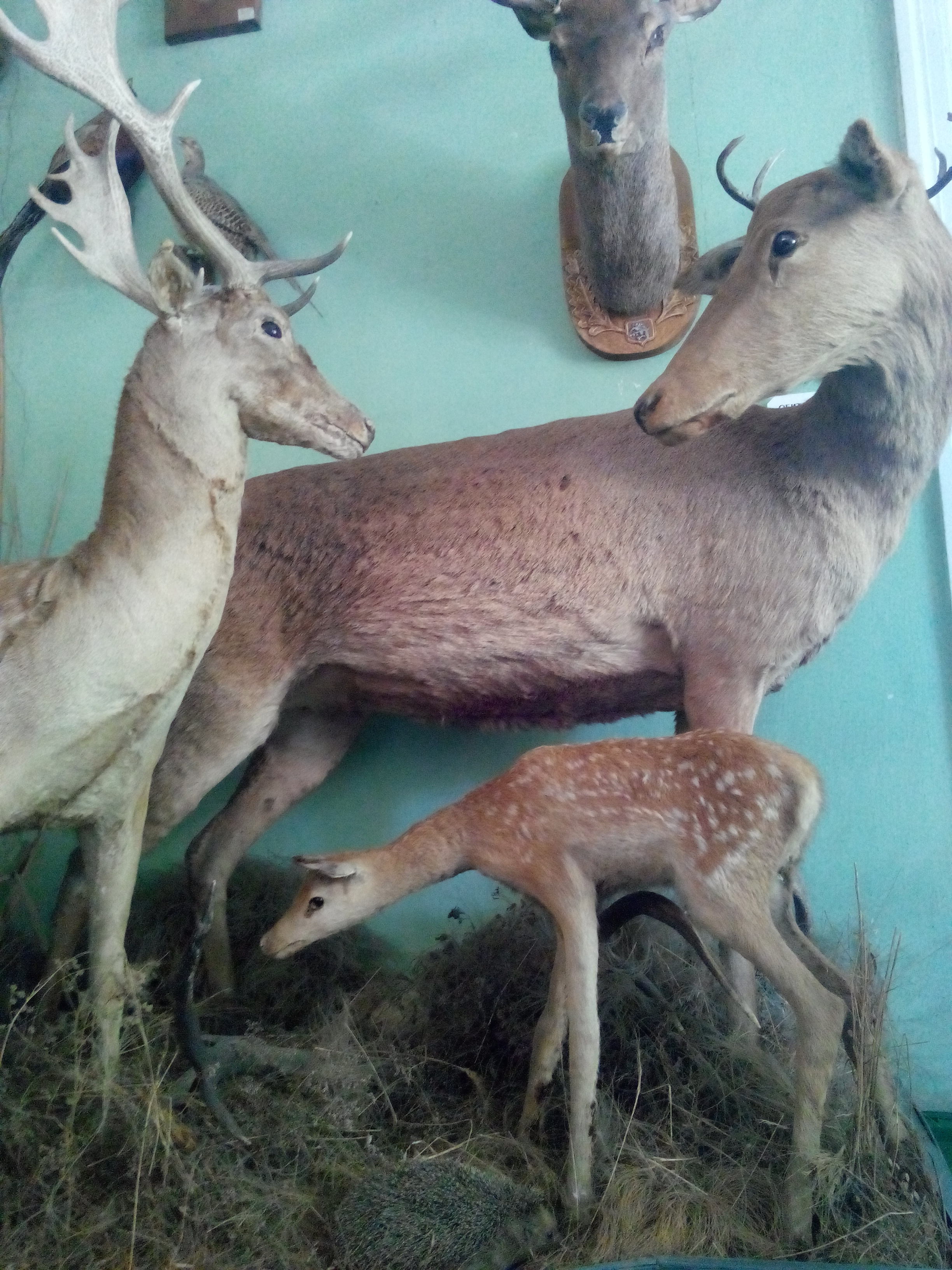
Мешканці острова Бирючий
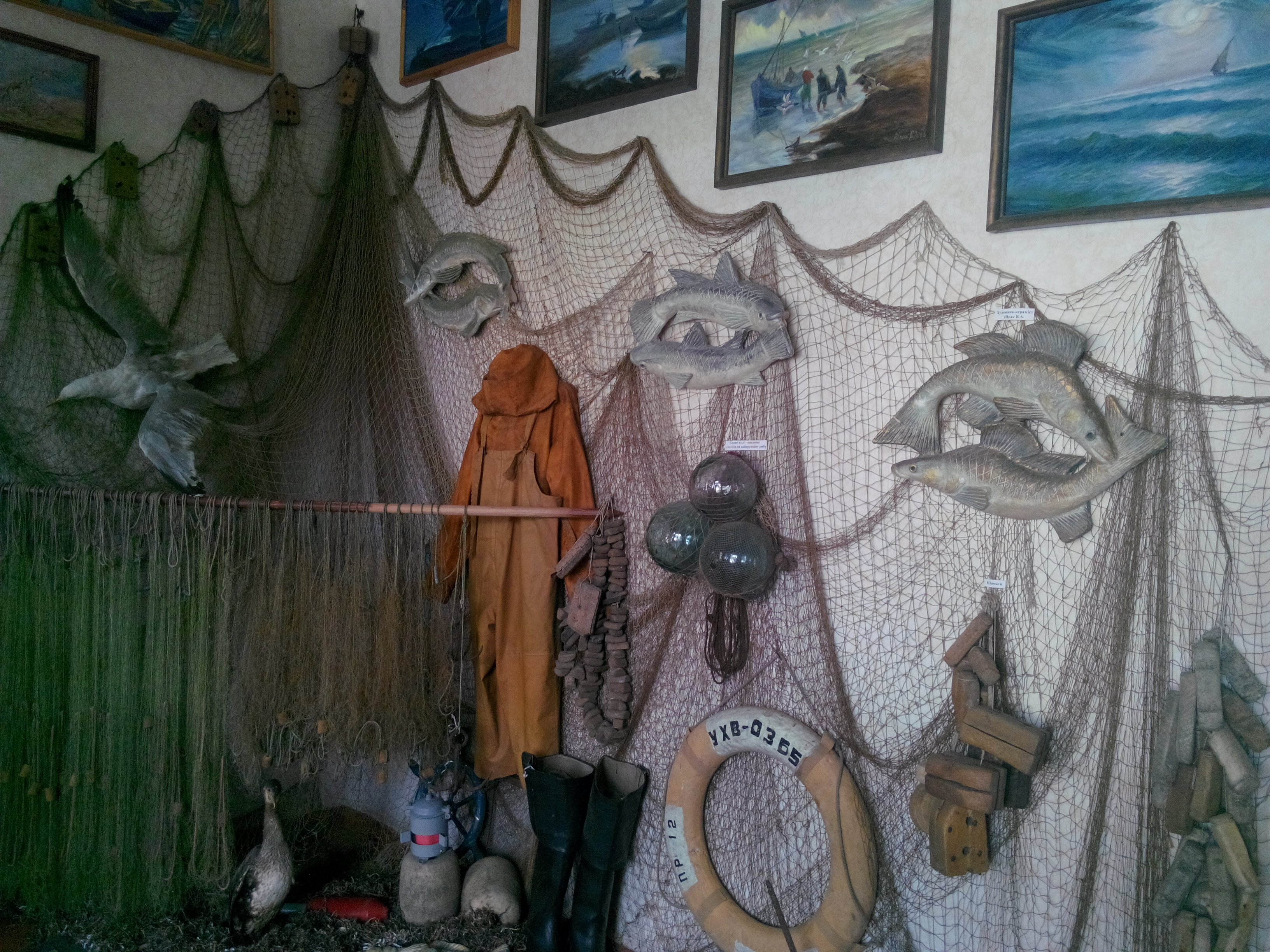
«Риболовецький промисел»